# You Again
You Again är en amerikansk långfilm från 2010 i regi av Andy Fickman, med Kristen Bell, Jamie Lee Curtis, Sigourney Weaver och Odette Yustman i rollerna.

## Rollista
| Kristen Bell        | – Marni Olivia Olsen  |
| Jamie Lee Curtis    | – Gail Byer Olsen     |
| Sigourney Weaver    | – Ramona "Mona" Clark |
| Odette Yustman      | – Joanna "J-J" Clark  |
| Billy Unger         | – Ben Olsen           |
| James Wolk          | – Will Olsen          |
| Victor Garber       | – Mark Olsen          |
| Betty White         | – Grandma Bunny       |
| Sean Wing           | – Charlie Mason       |
| Kristin Chenoweth   | – Georgia King        |
| Kyle Bornheimer     | – Tim                 |
| Christine Lakin     | – Taylor              |
| Meagan Holder       | – Kendall             |
| Patrick Duffy       | – Ritchie Phillips    |
| Cloris Leachman     | – Helen Sullivan      |
| Dwayne Johnson      | – Air Marshal         |
| Reginald VelJohnson | – Mason Dunlevy       |